# لیفتون، دوون
لیفتون (به انگلیسی: Lifton) یک روستا و محله مدنی در بریتانیا است که در دوون غربی واقع شده‌است. لیفتون ۱٬۱۸۰ نفر جمعیت دارد.